# Conothele
Conothele es un género de arañas migalomorfas de la familia Halonoproctidae. Se encuentra en Asia y las Seychelles.

## Especies
- Conothele arboricola Pocock, 1899
- Conothele baisha H. Liu, Xu, Zhang, F. Liu & Li, 2019
- Conothele baiyunensis X. Xu, C. Xu & Liu, 2017
- Conothele baoting H. Liu, Xu, Zhang, F. Liu & Li, 2019
- Conothele birmanica Thorell, 1887
- Conothele cambridgei Thorell, 1890
- Conothele cangshan Yang & Xu, 2018
- Conothele daxinensis X. Xu, C. Xu & Liu, 2017
- Conothele deqin Yang & Xu, 2018
- Conothele doleschalli Thorell, 1881
- Conothele ferox Strand, 1913
- Conothele fragaria (Dönitz, 1887)
- Conothele giganticus Siliwal & Raven, 2015
- Conothele gressitti (Roewer, 1963)
- Conothele hebredisiana Berland, 1938
- Conothele isan Decae, Schwendinger & Hongpadharakiree, 2021
- Conothele jinggangshan H. Liu, Xu, Zhang, F. Liu & Li, 2019
- Conothele khunthokhanbi Kananbala, Bhubaneshwari & Siliwal, 2015
- Conothele lampra (Chamberlin, 1917)
- Conothele limatior Kulczyński, 1908
- Conothele linzhi H. Liu, Xu, Zhang, F. Liu & Li, 2019
- Conothele malayana (Doleschall, 1859)
- Conothele martensi Decae, Schwendinger & Hongpadharakiree, 2021
- Conothele nigriceps Pocock, 1898
- Conothele sidiechongensis X. Xu, C. Xu & Liu, 2017
- Conothele spinosa Hogg, 1914
- Conothele taiwanensis (Tso, Haupt & Zhu, 2003)
- Conothele trachypus Kulczyński, 1908
- Conothele truncicola Saaristo, 2002
- Conothele vali Siliwal, Nair, Molur & Raven, 2009
- Conothele varvarti Siliwal, Nair, Molur & Raven, 2009
- Conothele yundingensis X. Xu, C. Xu & Liu, 2017